# Condado de Bullitt
O Condado de Bullitt é um dos 120 condados do estado americano de Kentucky. A sede do condado é Shepherdsville, e sua maior cidade é Mount Washington. O condado possui uma área de 778 km² (dos quais 3 km² estão cobertos por água), uma população de 82 217 habitantes, e uma densidade populacional de 106 hab/km² (segundo o censo nacional de 2020). O condado foi fundado em 1797.